# Live (album, Blue Effect)
Live je koncertní album české rockové skupiny Blue Effect. Vydáno bylo v roce 2008 vydavatelstvím Supraphon s katalogovým číslem SU 5873. Deska zachycuje většinu koncertu, který proběhl 26. března 2007 v pražském Lucerna Music Baru. Blue Effect se zde představil v obnovené podobě, ve které hraje od roku 2004, vystoupili zde ale i hosté z dřívějších formací skupiny a členové předchozího Hladíkova souboru The Matadors.
Záznam celého koncertu byl zároveň vydán jako DVD Live & Life 1966–2008.

## Seznam skladeb
| Pořadí         | Název                                | Hudba                                  | Text                        | Původní album                           | Délka |
| -------------- | ------------------------------------ | -------------------------------------- | --------------------------- | --------------------------------------- | ----- |
| 1.             | Zapomenuté světlo                    | Hladík, Dvořák                         | instrumentální              | téma z filmu Zapomenuté světlo (1996)   | 4:22  |
| 2.             | Je třeba obout boty a pak dlouho jít | Hladík                                 | Janíček                     | Nová syntéza 2 (1974)                   | 8:52  |
| 3.             | Indolence                            | Hladík, Sodoma                         | Milan Šulc                  | Hate Everything Except of Hatter (1967) | 5:09  |
| 4.             | I'm So Lonesome                      | Mayall                                 | Mayall                      | The Matadors (1968)                     | 3:53  |
| 5.             | Get Down from the Tree               | Hladík, Sodoma                         | Helena Becková, Miloš Ullík | The Matadors (1968)                     | 3:49  |
| 6.             | Slunečný hrob                        | Mišík                                  | Jiří Smetana                | singl (1969)                            | 5:57  |
| 7.             | Čajovna                              | Hladík                                 | instrumentální              | Modrý efekt & Radim Hladík (1975)       | 3:01  |
| 8.             | Avignonské slečny z Prahy            | Hladík                                 | Vrba                        | 33 (1981)                               | 4:41  |
| 9.             | Zmoudření babím létem                | Semelka                                | Vrba                        | Svět hledačů (1979)                     | 8:33  |
| 10.            | Rajky                                | Hladík                                 | Vrba                        | Svět hledačů (1979)                     | 6:47  |
| 11.            | Ej padá, padá rosenka                | lidová, úprava: Veselý                 | lidová                      | Svitanie (1977)                         | 7:32  |
| 12.            | Rainy Day                            | Hladík, J. Kozel                       | K. Kozel                    | Meditace (1970)                         | 4:44  |
| 13.            | I Like the World (Sun Is So Bright)  | Mišík, Hladík, J. Kozel, Čech, Svoboda | Jiří Smetana                | The Blue Effect (1969)                  | 4:19  |
| Celková délka: | Celková délka:                       | Celková délka:                         | Celková délka:              | Celková délka:                          | 71:22 |

## Obsazení
- Blue Effect
  - Radim Hladík – kytara
  - Jan Křížek – zpěv, kytara, klávesy
  - Wojttech Říha – baskytara, zpěv
  - Václav Zima – bicí
- Hosté
  - Viktor Sodoma – zpěv (skladby „Indolence“, „I'm So Lonesome“ a „Get Down from the Tree“)
  - Jan F. Obermayer – zpěv, klávesy (skladby „Indolence“, „I'm So Lonesome“ a „Get Down from the Tree“)
  - Vladimír Mišík – zpěv (skladba „Slunečný hrob“)
  - Lešek Semelka – zpěv, klávesy (skladby „Avignonské slečny z Prahy“, „Zmoudření babím létem“ a „Rajky“)
  - Oldřich Veselý – zpěv, klávesy (skladby „Zmoudření babím létem“ a „Rajky“)
  - Vítek Beneš – zpěv, klávesy
  - Pavel Bohatý – zpěv
  - Pavel Plánka – perkuse